# Baikuris
Baikuris (лат.) — ископаемый род муравьёв из подсемейства Sphecomyrminae, одного из самых древних и примитивных среди всех групп семейства Formicidae.
Известно 5 видов, описанных только по самцам из янтарей Таймыра, Северной Америки и Франции.

## Описание
Вымершая группа муравьёв, включающая 5 ископаемых видов, описанных только по самцам. Длина от 4 мм (B. mandibularis) до 11,5 мм (B. maximus). Стебелёк состоит из 1 членика-петиоля. Найдены в янтарях Таймыра, Северной Америки (нью-джерсийский янтарь и янтарь Северной Каролины) и Франции (шарантийский янтарь). Возраст находок 90—70 млн лет (меловой период). 
У всех видов глаза от почковидной до овальной формы. Узкие мандибулы имеют жевательный край, параллельный друг другу и лишённый зубов. У основания внешней поверхности мандибул находится гребень и овальная область, которая может быть отверстием для мандибулярной железы. Лабиальные пальпы, видимые на ископаемом B. casei, состоят из четырёх сегментов, а нижнечелюстные щупики удлинены и имеют по шесть сегментов. Как на средних, так и на задних лапах на концах бёдер развились дополнительные сегменты вертлугов.

## Классификация и этимология
Род был впервые описан в 1987 году мирмекологом Геннадием Михайловичем Длусским (МГУ, Москва) по самцам из таймырского янтаря. Родовое название происходит от места нахождения Таймырского янтаря в Байкуре, где были обнаружены первые виды рода. В 2024 году в янтаре Северной Каролины был обнаружен и описан пятый вид †Baikuris ocellantis.
- †Baikuris casei Grimaldi, Agosti et Carpenter, 1997
- †Baikuris mandibularis Dlussky, 1987
- †Baikuris maximus Perrichot, 2015[2]
- †Baikuris mirabilis Dlussky, 1987
- †Baikuris ocellantis Sosiak et al., 2024[6][7]